# Stade Hammadi Agrebi
Stade Hammadi Agrebi (Arabisch: ملعب حمادي العقربي) is een multifunctioneel stadion in Radès, Tunesië. Het stadion wordt vooral gebruikt voor voetbalwedstrijden, hoewel er ook een atletiekbaan om het veld loopt. Het stadion werd geopend in 2001 voor de Middellandse Zeespelen. Het is ook de thuisbasis van het Tunesisch nationale voetbalelftal. De voetbalclubs Espérance Sportive de Tunis en Club Africain huren het stadion voor competitie- en bekerwedstrijden.
Op 22 augustus 2020, na de dood van Hamadi Agrebi, kondigde toenmalig premier Elyes Fakhfakh aan dat het stadium naar hem hernoemd zou worden. Deze aankondiging zorgde voor verbazing bij de burgemeester van Radès die aangeeft dat de gemeenteraad op 24 augustus bijeenkomt om een besluit te nemen. Daarnaast bepaalt een decreet van 12 juli 2019 dat het pas drie jaar na overlijden van een persoon monumenten naar hem vernoemt mogen worden. Op 24 augustus antwoordde het Ministerie van Lokale Zaken dat het stadion onder de bevoegdheid van het Ministerie van Jeugd en Sport (dus niet de gemeente Radès) valt en dat het decreet hier niet van op toepassing is. Op 1 september 2020 werd de naam officieel veranderend.

## Afrika Cup
Het stadion werd in 2004 gebruikt voor de Afrika Cup. In dit stadion werden meerdere wedstrijden gespeeld, waaronder een kwartfinale.
| № | Datum            | Wedstrijd                | Uitslag | Afrika Cup   |
| - | ---------------- | ------------------------ | ------- | ------------ |
| 1 | 24 januari 2004  | Tunesië – Rwanda         | 2 – 1   | Groep A      |
| 2 | 28 januari 2004  | Tunesië – Congo-Kinshasa | 3 – 0   | Groep A      |
| 3 | 1 februari 2004  | Tunesië – Guinee         | 1 – 1   | Groep A      |
| 4 | 7 februari 2004  | Mali – Guinee            | 2 – 1   | Kwartfinale  |
| 5 | 11 februari 2004 | Tunesië – Nigeria        | 1 – 1   | Halve finale |
| 6 | 14 februari 2004 | Tunesië – Marokko        | 2 – 1   | Finale       |